# 山野辺義芸
山野辺 義芸（やまのべ よしつね）は、幕末期の水戸藩家老。3代助川海防城主。

## 生涯
天保3年（1832年）、山野辺義観の次男として生まれる。
嘉永2年（1849年）、兄・義正の死により家督を相続、3代目の助川海防城主となった。嘉永5年（1852年）、従五位下に叙せられ、主水正を称す。安政元年（1854年）、家老職に就いた。
幕末期にあたり、水戸藩は党派紛争のめまぐるしい時代であったが、万延元年（1860年）、先代藩主斉昭が没すると藩内の党争がさらに激化する。元治元年（1864年）3月、藤田小四郎が筑波山にて挙兵し、天狗党の乱が起こる。尊王攘夷派とみなされた義芸は6月、執政の任を解かれた。さらに幕府より天狗党追討令が出され、義芸は仲介を試みるも天狗党側とされた。9月6日に幕府・二本松藩らの陣営に包囲されて投降し、9月9日に助川海防城は落城した。12月に家名断絶、知行地と館を没収され、義芸は中山邸に禁錮された。
明治元年（1868年）、明治政府から官位を復され、水戸屋敷に住んだ。同年10月の弘道館戦争に参戦している。
明治19年（1886年）死去、享年55。

## 墓所
- 助川海防城の北、 東平山（日立市高鈴町）の山野辺家累代の墓所に葬られている。日立市指定史跡[1]。

## 参考資料
- 鈴木彰『幕末の日立―助川海防城の全貌』常陸書房、1974年
- 鈴木彰『助川海防城―幕末水戸藩の海防策』崙書房、1979年